# Wer Dank opfert, der preiset mich
Wer Dank opfert, der preiset mich (in tedesco, "Chi mi rende grazie, mi loda") BWV 17 è una cantata di Johann Sebastian Bach.

## Storia
Composta nel 1726 per la XIV domenica dopo la Trinità, la cantata venne eseguita il 22 settembre 1726. Il testo è tratto dal salmo 50 per il primo movimento, dal Vangelo secondo Luca per il quarto, da testi di Johann Gramann per il settimo e da scritti di autore ignoto per i restanti movimenti.

## Struttura
La Wer Dank opfert, der preiset mich è composta per soprano solista, contralto solista, tenore solista, basso solista, coro, violino I e II, oboe I e II, viola e basso continuo ed è suddivisa in sette movimenti, tre prima del sermone e quattro dopo:
- Prima parte:

1. Coro: Wer Dank opfert, der preiset mich, per tutti.
2. Recitativo: Es muss die ganze Welt ein stummer Zeuge werden, per contralto e basso continuo.
3. Aria: Herr, deine Güte reicht, so weit der Himmel ist, per soprano ed archi.

- Seconda parte:

1. Recitativo: Einer aber unter ihnen , per tenore e basso continuo.
2. Aria: Welch Übermaß der Güte, per tenore ed archi.
3. Recitativo: Sieh meinen Willen an, ich kenne, was ich bin, per basso e continuo.
4. Corale: Wie sich ein Vat'r erbarmet, per tutti.